# Hällestads församling, Skara stift
Hällestads församling var en församling i Skara stift och i Falköpings kommun. Församlingen uppgick 2002 i Hällestad-Trävattna församling.

## Administrativ historik
Församlingen har medeltida ursprung och ingick till 2002 i pastorat med Floby församling som moderförsamling. Församlingen uppgick 2002 i Hällestad-Trävattna församling.

## Kyrkor
- Hällestads kyrka